# Antonio Smith (Maler)

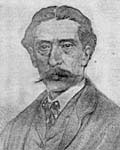
Antonio Smith

Miguel Antonio Smith e Irisarri (* 29. September 1832 in Santiago de Chile; † 24. Mai 1877 ebenda) war ein chilenischer Landschaftsmaler.
Smith besuchte ab 1849 die Academia de Pintura unter Leitung von Alejandro Ciccarelli. Enttäuscht vom starren Unterrichtsstil der Schule brach er die Ausbildung ab und trat 1853 in das Escuadrón de Granaderos der Stadt Chillán ein. 1858 verließ er die Armee und wurde Karikaturist bei der literarisch-politischen Zeitschrift El Correo Literario. 

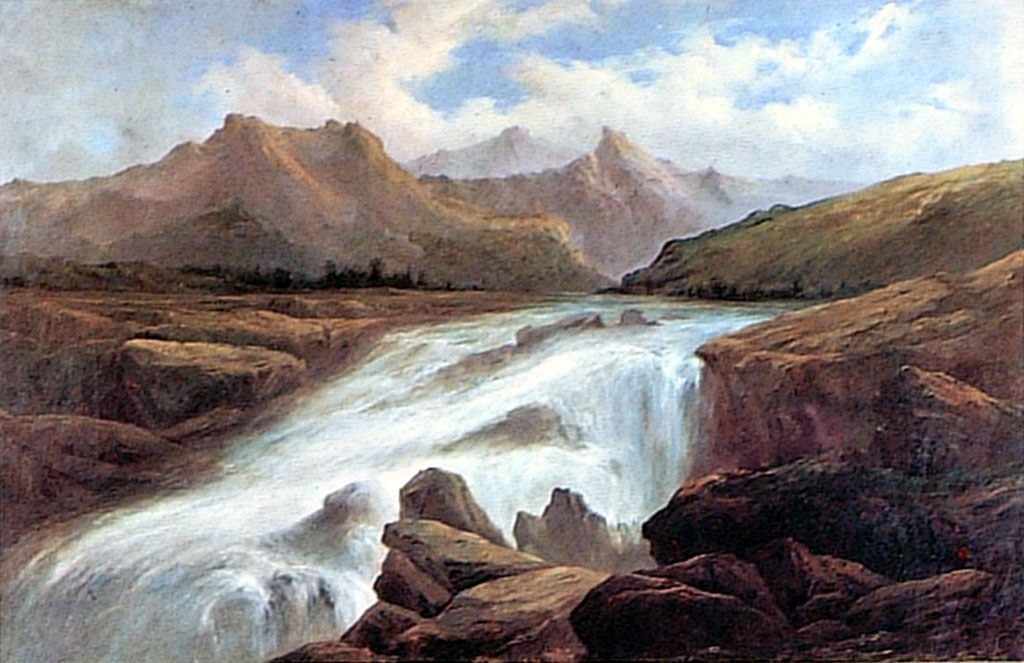
Río Cachapoal

1861 reiste er nach Europa, um seine Kunstausbildung fortzusetzen. Er besuchte Frankreich und Italien und war in Florenz Schüler das Landschaftsmalers Carlos Markó. Nach seiner Rückkehr 1863 eröffnete er ein eigenes Studio, wo Maler wie Pedro Lira Rencoret, Onofre Jarpa Labra, Cosme San Martín und Alberto Orrego Luco ihre Ausbildung an der Academia de Pintura ergänzten.
Für seine Werke wurde Smith mehrfach ausgezeichnet, u. a. mit dem Preis der Comisión de Bellas Artes de Santiago (1851) und dem Ehrenpreis der Exposición Internacional de Santiago (1875). Im Besitz des Museo Nacional de Bellas Artes befinden sich die Ölgemälde Río Cachapoal und Claro de Luna, die Gouache Retrato de María de las Mercedes Trucios y Larraín de Irisarri besitzt das Museo Histórico Nacional in Santiago.